# Gracillariinae
De Gracillariinae zijn een onderfamilie van de familie mineermotten (Gracillariidae) van vlinders (Lepidoptera). De wetenschappelijke naam is voor het eerst geldig gepubliceerd in 1854 door Henry Tibbats Stainton.

## Synoniemen
- Ornichidae  Stainton, 1854
- Poeciloptilina  Herrich-Schäffer, 1857
- Eucestidae  Hampson, 1918
- Caloptiliadae  Fletcher, 1929
- Ornichichinae  Bradley, 1972
- Ornixolinae  Kuznetzov & Baryshnikova, 2001

## Geslachten
- Acrocercops Wallengren, 1881
- Africephala Vári, 1986
- Amblyptila Vári, 1961
- Apistoneura Vári, 1961
- Apophthisis Braun, 1915
- Aristaea Meyrick, 1907
- Artifodina Kumata, 1985
- Aspilapteryx Spuler, 1910
- Borboryctis Kumata & Kuroko, 1988
- Callicercops Vári, 1961
- Callisto Stephens, 1834
- Caloptilia Hübner, 1825
- Calybites Hübner, 1822
- Chileoptilia Vargas & Landry, 2005
- Chilocampyla Busck, 1900
- Chrysocercops Kumata & Kuroko, 1988
- Conopobathra Vári, 1961
- Conopomorpha Meyrick, 1885
- Conopomorphina Vári, 1961
- Corethrovalva Vári, 1961
- Cryptolectica Vári, 1961
- Cryptologa Fletcher, 1921
- Cupedia Klimesch & Kumata, 1973
- Cuphodes Meyrick, 1897
- Cyphosticha Meyrick, 1907
- Dekeidoryxis Kumata, 1989
- Dendrorycter Kumata, 1978
- Deoptilia Kumata & Kuroko, 1988
- Dextellia Triberti, 1986
- Dialectica Walsingham, 1897
- Diphtheroptila Vári, 1961
- Dysectopa Vári, 1961
- Ectropina Vári, 1961
- Epicephala Meyrick, 1880
- Epicnistis Meyrick, 1906
- Eteoryctis Kumata & Kuroko, 1988
- Eucalybites Kumata, 1982
- Eucosmophora Walsingham, 1897
- Euprophantis Meyrick, 1921
- Eurytyla Meyrick, 1893
- Euspilapteryx Stephens, 1835
- Gibbovalva Kumata & Kuroko, 1988
- Gracillaria Haworth, 1828
- Graphiocephala Vári, 1961
- Hypectopa Diakonoff, 1955
- Ketapangia Kumata, 1995
- Lamprolectica Vári, 1961
- Leucocercops Vári, 1961
- Leucospilapteryx Spuler, 1910
- Leurocephala Davis & McKay, 2011
- Liocrobyla Meyrick, 1916
- Macarostola Meyrick, 1907
- Marmara Clemens, 1863
- Melanocercops Kumata & Kuroko, 1988
- Metacercops Vári, 1961
- Micrurapteryx Spuler, 1910
- Monocercops Kumata, 1989
- Neurobathra Ely, 1918
- Neurolipa Ely, 1918
- Neurostrota Ely, 1918
- Oligoneurina Vári, 1961
- Ornixola Kuznetzov, 1979
- Pareclectis Meyrick, 1937
- Parectopa Clemens, 1860
- Parornix Spuler, 1910
- Penica Walsingham, 1914
- Philodoria Walsingham, 1907
- Phodoryctis Kumata & Kuroko, 1988
- Phrixosceles Meyrick, 1908
- Pleiomorpha Vári, 1961
- Pogonocephala Vári, 1961
- Polydema Vári, 1961
- Polymitia Triberti, 1986
- Polysoma Vári, 1961
- Povolnya Kuznetzov, 1979
- Psydrocercops Kumata & Kuroko, 1988
- Sauterina Kuznetzov, 1979
- Schedocercops Vári, 1961
- Semnocera Vári, 1961
- Spanioptila Walsingham, 1897
- Spinivalva Moreira & Vargas, 2013
- Spulerina Vári, 1961
- Stomphastis Meyrick, 1912
- Synnympha Meyrick, 1915
- Systoloneura Vári, 1961
- Telamoptilia Kumata & Kuroko, 1988
- Vihualpenia Mundaca, Parra & Vargas, 2013